# 徳山コーヒーボーイ
株式会社徳山コーヒーボーイ（とくやまコーヒーボーイ）は、山口県にてコーヒー専門店を経営する日本の企業である。

## 概要
1961年（喫茶店）および1963年（コーヒー豆の焙煎・販売）創業のコーヒー専門店である。「コーヒーの幸せをサポートする」を経営理念に、山口県周南市に本社焙煎工場を、山口県内にコーヒー専門店を5店舗（2020年現在）を展開している。そのほか、コーヒーの淹れ方教室の開催、他業種へのカフェ運営ノウハウの提供、日本各地への出張出店の取り組みも行っている。
社名の「コーヒーボーイ」はエチオピアの伝説で初めてコーヒー豆を発見したという羊飼いの少年「カルディ」にちなむもの（コーヒーの男の子→コーヒーボーイ）で、カルディは当社のシンボルにもなっている。
当社が製造・販売するリキッドコーヒー「光市牛島の塩カフェオーレ」が、山口県光市が同市名産食品に対して認定する「令和元年度光セレクション」に選ばれ、また集英社の「Daily MORE」では「カフェタイムにぴったりなスイーツ&ドリンク」の一品として紹介された。

## 本店及び店舗
- 本店焙煎工場（山口県周南市）[2] - 山口朝日放送の取材によると「10カ国以上の豆を仕入れ、1週間で約400㎏を焙煎。県内6カ所にあるカフェなどの直営店へ卸されます。」[11]とのことである。
  - B&G店 - 焙煎工場併設のコーヒー豆量り売りとオリジナルギフト販売[12]。
- 直営カフェ店舗[2]
  - PH通り店（山口県周南市） - 1号店[13]。
  - 光店（山口県光市）
  - 山口店（山口県山口市）
  - 下松店（山口県下松市） - 2016年オープン、店内で焼いた菓子も提供[14][15]。
  - 新下関店（山口県下関市） - 洋菓子店「アン・シャーリー下関一の宮店」との合同店舗[16][17]。
  - 萩店（山口県萩市）-　2021年オープン、旧ミヨシノ醤油店
  - 吉敷店（山口県山口市）-　2021年オープン、維新ナインテラス内

- 閉店済
  - ナギサ店（山口県周南市） - 国登録有形文化財(建造物)「旧日下医院本館」[18]内にて営業していたが[19]、2018年に閉店[20]。2017年にはマガジンハウスの「Hanako tokyo」で「渋カフェ」として紹介された[19]。